# El Embocadero, Querétaro Arteaga
El Embocadero är en ort i Mexiko.   Den ligger i kommunen Jalpan de Serra och delstaten Querétaro Arteaga, i den centrala delen av landet, 200 km norr om huvudstaden Mexico City. El Embocadero ligger 827 meter över havet och antalet invånare är 160.
Terrängen runt El Embocadero är huvudsakligen kuperad, men åt sydväst är den bergig. El Embocadero ligger nere i en dal. Runt El Embocadero är det ganska glesbefolkat, med 23 invånare per kvadratkilometer. Närmaste större samhälle är Jalpan, 4,8 km nordväst om El Embocadero. I omgivningarna runt El Embocadero växer huvudsakligen savannskog.